# IC 2620
IC 2620 је спирална галаксија у сазвјежђу Велики медвјед која се налази на листи објеката дубоког неба у Индекс каталогу.
Деклинација објекта је + 38° 30' 20" а ректасцензија 11h 2m 23,9s. Привидна величина (магнитуда) објекта IC 2620 износи 14,4 а фотографска магнитуда 15,2. IC 2620 је још познат и под ознакама MCG 7-23-14, CGCG 213-20, NPM1G +38.0213, PGC 33332.